# Elías Díaz
Elías Díaz García (Santiago de la Puebla, provincia de Salamanca, 5 de junio de 1934-Madrid, 3 de febrero de 2025) fue un jurista español especializado en filosofía del Derecho.

## Biografía
Licenciado en Derecho por la Universidad de Salamanca con premio extraordinario de carrera, se doctoró en la Universidad de Bolonia, Italia. Comenzó su colaboración con Joaquín Ruiz-Giménez y José Luis López Aranguren. Trabajó en Italia con los profesores Norberto Bobbio y Renato Treves.
Vinculado a los movimientos políticos socialistas de resistencia al franquismo en la década de los 60, sufrió confinamiento en 1969 por tales actividades. Enseñó, en el curso académico 1969-1970 como profesor invitado en la Universidad de Pittsburgh (Estados Unidos). Trabajó en diversas publicaciones entre las que destacó ser cofundador de Cuadernos para el Diálogo. Fue director de la revista Sistema (desde su fundación en 1973), vinculada al Partido Socialista Obrero Español y cuya Fundación está presidida por Alfonso Guerra.
Díaz García fue un socialista humanista, dialogante y conciliador. En su haber se encuentra la construcción de un concepto que fue central en la Constitución española de 1978: la noción de Estado de derecho. Para que se dé, es indispensable que el Estado reconozca los derechos fundamentales y libertades públicas; además de la existencia de la separación de poderes y la independencia de los jueces.
Fue Catedrático de Filosofía del Derecho en la Universidad Autónoma de Madrid donde se jubiló con la condición de Emérito.
Fue doctor honoris causa por la Universidad Carlos III, por la Universidad de Milán, la Universidad de Granada y la Universidad de Alicante. Fue Director del Centro de Estudios Políticos y Constitucionales.
El 23 de septiembre de 2010 le fue concedido el Premio Internacional de Ensayo Caballero Bonald por su obra De la Institución a la Constitución.

### Obras destacadas[3]cronológicamente
Comentarios y críticas de sus obras en numerosas revistas españolas y extranjeras.
- Estado de derecho y sociedad democrática. Editora de Cuadernos para el ´Diálogo. ISBN 8430602879 (1966)
- Revisión de Unamuno. Análisis crítico de su pensamiento político. Editorial Tecnos (1968)
- Sociología y filosofía del derecho (Manual de derecho) (1971), revisado en 1993. Editorial Taurus. ISBN 8430610790
- La filosofía social de krausismo español. Última edición, Debate 1989 (1973)
- Notas para una historia del pensamiento español actual: (1939-1937), Madrid, Cuadernos para el Diálogo - Edicusa, (1974). Última edición, Editorial Tecnos 1992. pp. ISBN 8422901641
- Política y Derechos Humanos. (1976)
- Legalidad - legitimidad, en el socialismo democrático. Editorial Cívitas (1978)
- La sociedad entre el derecho y la justicia (1982)
- Socialismo en España: el partido y el estado. Editorial Mezquita. (1982)
- Pensamiento español en la era de Franco: 1939 -1975 (1983)
- De la maldad estatal y la soberanía popular. Editorial Debate. (1984)
- La transición a la democracia, claves ideológicas. Editorial Eudema. (1987)
- Ética contra política. Los intelectuales y el poder. Centro de Estudios Constitucionales. (1990)
- Los viejos maestros: la reconstrucción de la razón. Alianza Editorial. (1994)
- Filosofía política II: teoría del estado (Manual de derecho). (1996)
- Curso de filosofía del derecho (Manual de derecho). Marcial Pons Ediciones. (1998)
- Estado, justicia, derecho. (2002)
- Un itinerario intelectual, de filosofía jurídica y política. Editorial Biblioteca Nueva. (2003)
- De la Institución a la Constitución. Política y cultura en la España del siglo XX. Editorial Trotta. (2009)
- El derecho y el poder. Realismo crítico y filosofía del derecho. Editorial Dykinson (2013)